# Kugare
Kugare (lat. Bombycillidae) je rod ptica iz podreda pjevica.

## Taksonomija
O klasificiranju roda Bombycilla u znanstvenim krugovima postoje velike dvojbe. Neki znanstvenici taj rod tretiraju kao jedini rod u porodici ptica Bombycillidae, dok ga drugi svrstavaju u porodicu Muscicapoidea. Rod obuhvaća tri vrste.

## Opis
Kugare odlikuje njihovo izrazito mekano perje (Bombycilla, naziv jedinog roda ove porodice, je pokušaj da se na latinskom kaže "svilorepe"). Imaju jedinstvene crvene vrhove na nekim krilnim perima; kod kugare ovi vrhovi izgledaju kao ohlađeni vosak. Noge su kratke i snažne, a krila zašiljena. Mužjak i ženka isto izgledaju. Sve tri vrste imaju uglavnom smeđe perje, crnu liniju preko oka i ispod grkljana, rep kvadratastog oblika s crvenim ili žutim vrhom i krestu. Kljun, oči i stopala su tamni. 
To su šumske ptice koje se razmnožavaju u sjevernim šumama. Njihova glavna hrana je voće, koje jedu od ranog ljeta (jagode i slično šumsko voće), kasnog ljeta i jeseni (borovnice, višnje, ...) do kasne jeseni i zime (grožđe, ...). Voće kupe dok su na grani ili, često, dok lebde u zraku. U proljeće umjesto voća jedu smolu, pupoljke i cvijeće. Tijekom toplijeg dijela godine jedu mnoge kukce, a često se i gnijezde blizu vode gdje ima mnogo vodenih kukaca. 
Kugare se također gnijezde na mjestima s mnogo voća i razmnožavaju se kasno da bi iskoristile ljetno obilje. Kakogod, mogu se početi udvarati i zimi. Parovi se udvaraju tako što dodaju voće ili malene nejestive predmete jedno drugom dok ga jedan ne pojede (ako je u pitanju voće). Nakon ovoga se pare. Ne brane teritorij, ali mogu napasti uljeze, vjerojatno da bi obranili partnera. Oba spola sakupljaju materijal za gnijezdo, ali ženka radi većinu posla, i gradi gnijezdo, obično na vodoravnoj grani. Veliko gnijezdo je sagrađeno od grančica i trave i ispunjeno finom travom, mahovinom i iglicama borova i može biti kamuflirano. Ženka inkubira jaja, dok je mužjak hrani. Kada se mladi izlegu hrane ih oba roditelja. 

## Vanjske poveznice
- Bombycilla garrulus